# Frutal (tiểu vùng)
Frutal là một tiểu vùng thuộc bang Minas Gerais, Brasil. Tiều vùng này có diện tích 16839 km², dân số năm 2007 là 154018 người.